# Пула
Пула (лат. Pietas Iulia, истр. Pola) је град у Хрватској, у Истарској жупанији. Према првим резултатима пописа из 2021. у граду је живело 52.220 становника. Налази се на југозападном делу истарског полуострва у добро заштићеном заливу.
Иако су постојала и ранија насеља, права историја града започиње с Римљанима, па се може рећи да је подручје града у континуитету насељено преко 2.000 година. Кроз историју град је мењао бројне владаре и доживљавао многобројне успоне и падове. Модерни развој града започиње у 19. веку када Пула, ради природних погодности смештаја у добро заштићеном и лако брањивом заливу постаје главна ратна лука Аустроугарске Монархије. У периоду од 1850. до 1910. становништво Пуле се са око нешто више од 1.000 повећало на нешто више од 57.000 становника. Уз демографски, град доживљава урбани и индустријски развој. Пропашћу Монархије започиње и демографски пад Пуле, који кулминира у првим годинама након Другог светског рата када највећи број етничких Италијана, услед присаједињења Истре с матицом напушта град. У другој половини 20. века град захваљујући двије најважније привредне гране — бродоградњи и туризму, доживљава нови напредак. Тек 1981. године број становника бива изједначен са бројем становника града из 1910.
Данас је Пула позната је по својој благој клими, мирноме мору и нетакнутој природи. Град је уз бродоградњу и туризам познат и по дугој традицији винарства и рибарства.

## Природна основа

### Географија
Пула се налази на крајњем западу Хрватске, на југозападном делу Истарског полуострва, на просечној надморској висини од око 30 m. Град Пула се развио подно и на седам брежуљака (Monte Zaro, Monte Serpente, Monte Ghiro, Monte Magno, Monte Paradiso, Monte Rizzi i Monte Vidal), на унутрашњем делу пространога залива и природно добро заштићене луке (дубине до 38 m) која је према северозападу отворена с два прилаза, непосредно с мора и кроз Фажански канал.
Данашња површина града Пуле износи 5.165 ha, од чега 4.150 ha на копну и 1.015 ha на мору. Градско подручје је са севера омеђено острвима Св. Јеролим и Козадом, градским насељима Штињан, Вели Врх и Шијанском Шумом, са истока подручјима Монтесерпо, Валмаде, Бусолер и Валдебек, с југа Старом Плинаром, марином Веруда и острвом Веруда, а са запада Веруделом, Лунгомареом и Музилом.

### Клима
Према Кепеновој класификацији клима Пула се налази у подручју медитеранске климе (Cs) благих зима и топлих љета. Просечна годишња температура ваздуха у граду износи 13,2 °C, просечна температура у фебруару износи 6,1 °C, а у јуну и августу до 26,4 °C. Температура мора се креће од 7 до 26 °C.

## Историја

### Праисторија и најраније илирско насеље
Људски остаци, датирани унатраг милион година пре нове ере, пронађени су у спиљи Шандаља близу Пуле. У околини Пуле је пронађена и лончарија из периода неолита (6000. п. н. е.—2000. пр. н. е.) која указује на људска насеља.
Најранији запис трајног насељавања на подручју града Пуле потјече из 10. века п. н. е. Прво насеље основало је илирско племе Хистра, које је живјело у Истри и по којима је Истра добила име.
О становницима тог првог знаног илирског насеља на подручју града, свједочи и налаз простране жарне некрополе с источне стране градинског обруча. Временски распон укапања илирских становника датира од 11. до 5. века пр. н. е. и говори о вишевековном континуитету живота пулског градинског насеља. Керамичке жаре украшене геометријском декорацијом и бијелом инкрустацијом домаће су производње и указују на аутохтоне хистарске обичаје.
Град је био познат грчким путницима и морепловцима. Писане вести александријских хеленистичких песника Калимаха, Ликофрона и Аполонија Родјанина из 4. и 3. века п. н. е. говоре о постојању „града бегунаца“ у пулском заливу будући да се оснивање Пуле повезује с Колхиђанима. Пула се спомиње у митолошкој причи о Јасону и Медеји, који су отели златно руно. Колхиђани су се дали у потјеру за Јасоном стигавши до сјеверног Јадрана. Будући да нису успјели ухватити Јасона и вратити златно руно, нису се смјели вратити кући, па су на оближњој обали гдје је живјело илирско племе подигли насеље. Назвали су га Полаи што значи „град бегунаца“. Присутност грчке културе доказује проналазак грчке лончарије и дела Аполонова кипа.
Иако су прапочеци града Пуле предочени кроз бројна митолошка објашњења, неки историјски извори изричито спомињу 1220. п. н. е. као годину оснивања града Пуле.
У илирско доба, Пула је све до доласка римских легија, била тек периферно насеље у односу на оближњи Незакциј, доминантни политички, управни, војни и верски центар. Интензивном колонизацијом, трговинским везама и важности војног положаја, Пула преузима водећу функцију. Упоредо с тиме развијају се и бројне привредне гране: каменоклесарство за бројне грађевине у Пули и околини, ратарство, виноградарство, маслинарство, рибарство, те лончарство за превоз уља, вина, пшенице и рибе.

### Антика
Римљани су истарско полуострво заузели 177. п. н. е., започевши тиме процес романизације. Град је уздигнут на ниво колоније између 46. п. н. е. – 45. п. н. е. Током тог раздобља град је просперирао, те је достигао врхунац с око 30.000 становника. Постао је значајна римска лука с великим околним подручјем под својом управом. Након грађанског рата 42. п. н. е. између тријумвира Августа, Антонија и Лепида с једне стране и Цезарових убица Брута и Касија с друге, Пула је пристала уз Касијеву страну пошто је град основао Касије Лонгин, Касијев брат. Након Августове победе код Акцијума 31. п. н. е. град је разорен и опустошен. Међутим, град је убрзо обновљен на захтјев Августове кћери Јулије, те је назван Colonia Pietas Iulia Pola Pollentia Herculanea. Подигнуте су велике класичне грађевине од којих је неколико преживело све до данас. Римљани су такође у граду изградили водовод и канализацију. Утврдили су град бедемом с десет врата од којих су нека још увијек очувана: Славолук Сергијеваца, Херкулова врата, у којима су уклесана имена оснивача града, и Двојна врата. Током владавине цара Септимија Севера име града је промијењено у Res Publica Polensis.
Године 425. град је постао сједиште бискупа о чему свједоче остаци темеља неколико вјерских грађевина.

### Средњи и нови век
Након пада Западног римског царства град и регију су разорили Остроготи. Њихова владавина се завршила после 60 година, кад је Пула пала под Равенски егзархат (540—751). Током тог периода Пула се развијала па је постала главна лука Византијске морнарице. Катедрала и црква св. Марије Формосе потичу из тог раздобља.
Први долазак Словена у околину града бележи се у 7. веку. Историја града наставља одражавати његову важну локацију, као и важност читавог региона, у прекрајању граница међу ондашњим европским силама.
Од 788. Пулом влада Франачко краљевство под Карлом Великим. Пула је постала сједиште изборних грофова Истре све до 1077. Млечани су преузели град 1148, а 1150. Пула се заклела на оданост Млетачкој републици, поставши млетачким посједом. Године 1192. освојили су га Пижани, али су га Млечани убрзо вратили под своју управу.
Године 1238. папа Гргур IX створио је савез између Ђенове и Венеције против Немачког царства, а ускоро и против Пизе. Пошто је Пула стала на страну Пизе, град су опљачкали Млечани 1243. Поновно је разорен 1267. и 1397. Када су Ђеновљани поразили Млечане у поморској бици.
Након тога започео полаган пад Пуле. Ово опадање убрзано је сукобима месних породица: древном породица Сергијеваца с породицом Ионотаси (1258–1271) и сукобом Венеције с Ђеновом око власти над градом и његовом луком на прелазу 13. у 14. век.
Истарски Развод (1325) потјече из истог периода. То је важан хрватски документ написан на латинском, немачком и хрватском језику, писаним најстаријим хрватским писмом — глагољицом.
Млечани који су заузели Пулу 1331. године владали су њоме све до 1797. Кроз 14, 15. и 16. век Пулу су нападали и освајали Ђеновљани, угарска војска и Хабзбурговци, што је довело до одумирања бројних малих средњовековних насеља и села у околини Пуле. Поред ратних освајања, пулско и истарско становништво десетковано је великим епидемијама куге, маларије, тифуса, великих богиња, па је тако до 1750их у граду преостало само 300 становника.
У Пулу (Пуљ) десило се 1671. године велико насељавање Срба из Рисна. Били су то хајдуци заслужни за Млетачку републику, јер су се борили против Османског царства и Дубровника. Млетачке власти су их готово на превару превезле у Истру, и населиле у Пули.

### 19. век
Након пропасти Млетачке републике 1797, привредно и стратешки неважна Пула са целом Истром постаје делом Хабзбуршке монархије. 1805. године у град су, након што су поразили Аустријанце, ушли Французи. Град је исправа укључен у француско марионетско Краљевство Италију, да би потом ушао у саставу Илирских провинција Францускога царства.
Године 1813. Пула и Истра су враћени под управу Аустријског царства у којем су постали дио крунске земље Аустријског приморја. Међутим поново успостављање аустријске управе за пропали маларични град значило је само формално мењање власти. Прелаз Аустрије из феудалне у савремену капиталистичку државу, нарочито после 1848. године, доводи до оријентисања Монархије на Јадранско море праћено наглим развојем Трста и Ријеке као главних трговачких лука Монархије.
Венеција је до револуционарне 1848. године била главно ратно и поморско упориште Аустријског царства са арсеналом и бродоградилиштем. Након слома противаустријске побуне у Венецији бечки двор је одлучио да пронађе сигурнију локацију за ратну луку и бродоградилиште. Пула је већ од раније била резервисана за ратну луку, иако не као главно упориште, па је већ 1846. године аустријска морнарица у пулском заливу почела градити три војна складишта, за чију је градњу био задужен Млечанин Ђовани Казони. 1849. године новоизабрани заповедник ратне морнарице, дански адмирал Ханс Бирч Дахлеруп је по наредби цара Франца Јозефа заједно с фелдмаршалом Нугентом обишао Ријеку, Цриквеницу, Краљевицу, Бакар, Задар и Шибеник како би одабрао најприкладније место за будућу ратну луку. Коначно је изабрао Пулу, што је била логична последица од раније започетих радова у њену заливу и важног стратешког положаја који су имали сам град и његова лука.
Тиме су започели су велики радови на мелиорацији терена, засипању мале увале у североисточном делу залива, копања и замењивања земљишта, цеста, локава и разних парцела приватне, општинске и црквене земље како би се створили најприкладнији темељи за изградњу лучких и арсеналских постројења. 1850. године морнарица је купила и оточић Уљаник, који су до тада у закупу држали сељаци Премантуре. Морнарица је на Уљанику почела градити складиште за бродску опрему. Град и бискупско средиште Пула, који је још 1840. имао само 214 кућа и 1.076 становника, је у кратко време прошао кроз интензивно раздобље обнове проживевши преобразбу из малог градића у град са снажном индустријском производњом.

### 20. век
Након краја Првог светског рата и пропасти Аустроугарске 1918. године, према одредбама Лондонског уговора Пула и читава Истра припали су Краљевини Италији. Раздобље италијанске власти у Пули и Истри је обележено економским и политичким немирима. Под фашистичком владом Бенита Мусолинија, не-Италијани, посебно Хрвати су били изложени великој политичкој и културној репресији, затварани су у логоре, пљачкани и италијанизирани па су многи избегли из града и Истре. У септембру 1943. капитулацијом Италије у Другом светском рату Пулу и читаву Истру окупира немачка војска. За време немачке управе становништво Пуле је преживело најгоре раздобље до тада обележено бројним хапшењима, депортацијама и егзекуцијама људи за које се сумњало да потпомажу партизанској борби. Такође, узастопно савезничко стратешко бомбардовање је разарало велике делове града.
Након ослобођења 5. маја 1945, дана који се данас обележава као дан Града Пуле, град су заузеле снаге Југословенске армије које су претходно ослободиле читаву Истру. Од 1945. до 1947. град је био под окупацијом англо-америчких снага. Ратификацијом Париског мировног уговора 15. септембра 1947. Пула је додељена Хрватској у оквиру државе Југославије.

## Срби у Пули
Након насељавања Пероја 1657. године, уследило је насељавање и оближњег Пуља (Пуле). То друго насељавање Срба из Црне Горе у Истри, које је мање познато мада је било веће и бучније уследило је 1671. године. Почетком јуна 1671. године сви ришњански хајдуци (са заслугама за Млетачку републику) њих 1500 душа (од којих су 500 били ратници), укрцани су на млетачке бродове и превезени у Пулу. Људи таквог кова - немирни духови нису ни тамо мировали; нису се могли укротити и навести да се баве земљорадњом и воде миран живот. Вршили су пљачке и отимачине над староседеоцима, што је довело до велике побуне, коју су Млечани угушили. Црногорци се нису мирили са изгнанством и мирним животом, па се већина мало-по-мало вратила у завичај Рисан.
На крају 19. века Пуљ (тадашњи назив) је мали прашњав град у Истри, са само једном јавном чесмом. Али ту је велико пристаниште утврђено са "осам тврђава". Између пристаништа и арене пружало се насеље. Над градом се на брегу налазила камена статуа заслужног адмирала Тегетхофа (1899), који је на мору победио Италијане. У Пулу се са водене стране тешко могло ући, јер је један узан и искривудан морски канал штитило много тврђава на обали. Налази се Пула два сата удаљена од Пероја, где живи православни свештеник који службује и у Пули. Православна црква у месту постоји од 1589. године, и мада су парохијани углавном Грци, служба је "словенска". Перојци су стекли ту пулску цркву Св. Николе, за време владе Наполеона.
Чувени амфитеатар у Пули, који потиче из 2. века Срби из Пероја називају "Дивић", и песму су му спевали: "Ај Дивићу, бијеле градине!".
По извештају из 1925. године било је тада Срба у Пули: 24 православна дома са 80 душа.

## Становништво

### Град Пула

#### Број становника по пописима
| Националност   | 2001.  | 1991.  | 1981.  | 1971.  | 1961.  | 1953.  | 1948.  | 1931.  | 1921.  | 1910.  | 1900.  | 1890.  | 1880.  | 1869.  | 1857. |
| бр. становника | 58.594 | 62.378 | 56.153 | 47.156 | 37.099 | 28.259 | 20.812 | 44.219 | 38.591 | 59.498 | 36.143 | 31.498 | 25.390 | 10.601 | 3.628 |

- напомене:

Настао из старе општине Пула. У 1857. и 1869. садржи део података општине Лижњан, у 1857, 1869. и 1921. део података општине Фажана, а до 1991. и део података општине Медулин.

### Пула (насељено место)

#### Број становника по пописима
| Националност   | 2001.  | 1991.  | 1981.  | 1971.  | 1961.  | 1953.  | 1948.  | 1931.  | 1921.  | 1910.  | 1900.  | 1890.  | 1880.  | 1869.  | 1857. |
| бр. становника | 58.594 | 62.378 | 56.153 | 47.156 | 37.099 | 28.259 | 20.812 | 44.219 | 38.591 | 59.498 | 36.143 | 31.498 | 25.390 | 10.601 | 3.628 |

- напомене:

Од 1880. до 1910. исказивано под именом Пуљ. У 1857. и 1869. садржи податке за насеље Јадрешки (општина Лижњан) и за бивше насеље Штињан које је од 1857. до 1948. исказивано као насеље. У 1857, 1869. и 1921. део података је садржан у насељу Фажана (општина Фажана). У 2001. смањено издвајањем насеља Валбонаша, Винкуран, Винтијан и Пјешчана Увала (сва у општини Медулин). До 1991. садржи податке за насеља Валбонаша и Пјешчана Увала (оба у општини Медулин). У 1857, 1869, 1921, 1981. и 1991. садржи податке за насеља Винкуран и Винтијан (оба у општини Медулин), а у 1910. садржи податке за насеље Винтијан.

## Попис 1991.
На попису становништва 1991. године, насељено место Пула је имало 62.378 становника, следећег националног састава:
| Попис 1991.‍    | Попис 1991.‍  | Попис 1991.‍ | Попис 1991.‍ | Попис 1991.‍ |
| -------------- | ------------ | ----------- | ----------- | ----------- |
|                |              |             |             |             |
| Хрвати         | Хрвати       |             | 33.902      | 54,34%      |
| Срби           | Срби         |             | 5.682       | 9,10%       |
| Југословени    | Југословени  |             | 4.076       | 6,53%       |
| Италијани      | Италијани    |             | 3.495       | 5,60%       |
| Муслимани      | Муслимани    |             | 2.281       | 3,65%       |
| Словенци       | Словенци     |             | 1.114       | 1,78%       |
| Црногорци      | Црногорци    |             | 635         | 1,01%       |
| Роми           | Роми         |             | 424         | 0,67%       |
| Албанци        | Албанци      |             | 373         | 0,59%       |
| Македонци      | Македонци    |             | 339         | 0,54%       |
| Мађари         | Мађари       |             | 263         | 0,42%       |
| Словаци        | Словаци      |             | 68          | 0,10%       |
| Чеси           | Чеси         |             | 41          | 0,06%       |
| Немци          | Немци        |             | 34          | 0,05%       |
| Бугари         | Бугари       |             | 33          | 0,05%       |
| Украјинци      | Украјинци    |             | 23          | 0,03%       |
| Пољаци         | Пољаци       |             | 22          | 0,03%       |
| Руси           | Руси         |             | 17          | 0,02%       |
| Русини         | Русини       |             | 17          | 0,02%       |
| Румуни         | Румуни       |             | 13          | 0,02%       |
| Аустријанци    | Аустријанци  |             | 11          | 0,01%       |
| Јевреји        | Јевреји      |             | 5           | 0,00%       |
| Грци           | Грци         |             | 3           | 0,00%       |
| Турци          | Турци        |             | 2           | 0,00%       |
| остали         | остали       |             | 73          | 0,11%       |
| неопредељени   | неопредељени |             | 2.317       | 3,71%       |
| регион. опр.   | регион. опр. |             | 5.987       | 9,59%       |
| непознато      | непознато    |             | 1.128       | 1,80%       |
| укупно: 62.378 |              |             |             |             |

## Демографске карактеристике
Пула је највећи град Истарске жупаније с гравитационим подручјем које броји 90.000 становника, а укључује Барбан (2.802 становника), Фажану (3.050 становника), Лижњан (2.945 становника), Марчану (3.903 становника), Медулин (6.004 становника), Светвинченат (2.218 становника) и Водњан (5.651 становника).
У самом граду је према попису из 2001. године живјело 58.594 становника, што га сврстава на девето мјесто градова по броју становника у Хрватској. Густина насељености Града Пуле износи 1.093 становника/km2, те је Пула пети град по густини становништва у Хрватској.
Просјечна старост становника износи 40,7 година. Према полној структури од 58.594 становника, 28.033 је мушкараца и 30.561 жена.
| Становништво града Пуле према полу (Попис 2001.)‍ | Становништво града Пуле према полу (Попис 2001.)‍ | Становништво града Пуле према полу (Попис 2001.)‍ | Становништво града Пуле према полу (Попис 2001.)‍ | Становништво града Пуле према полу (Попис 2001.)‍ |
| ------------------------------------------------ | ------------------------------------------------ | ------------------------------------------------ | ------------------------------------------------ | ------------------------------------------------ |
|                                                  |                                                  |                                                  |                                                  |                                                  |
| Жене                                             | Жене                                             |                                                  | 0                                                | 52,44%                                           |
| Мушкарци                                         | Мушкарци                                         |                                                  | 0                                                | 47,56%                                           |

Према етничкој структури већину становништва чине Хрвати, са 71,65% у укупном становништву. Етничке мањине и њихов састав је следећи: најбројнији су Срби, којих је 3.415 (5,83%), затим следе Италијани којих је 2.824 (4,82%), Бошњаци 980 (1,67%), Словенци 731 (1,25%) и остали.
Према верској структури већину становништва чине хришћани, припадници католичке и православне вероисповести. Знатан је удио агностика, те атеиста и неопредељених. Од осталих религија најзаступљенији је ислам.
| Верска структура становништва града Пуле (Попис 2001.)‍ | Верска структура становништва града Пуле (Попис 2001.)‍ | Верска структура становништва града Пуле (Попис 2001.)‍ | Верска структура становништва града Пуле (Попис 2001.)‍ | Верска структура становништва града Пуле (Попис 2001.)‍ |
| ------------------------------------------------------ | ------------------------------------------------------ | ------------------------------------------------------ | ------------------------------------------------------ | ------------------------------------------------------ |
|                                                        |                                                        |                                                        |                                                        |                                                        |
| Католици                                               | Католици                                               |                                                        | 0                                                      | 68,34%                                                 |
| Атеисти                                                | Атеисти                                                |                                                        | 0                                                      | 9,85%                                                  |
| Агностици и неопредељени                               | Агностици и неопредељени                               |                                                        | 0                                                      | 9,75%                                                  |
| Муслимани                                              | Муслимани                                              |                                                        | 0                                                      | 5,15%                                                  |
| Православци                                            | Православци                                            |                                                        | 0                                                      | 4,98%                                                  |

## Економија
Темељи економског развитка Пуле као традиционално најразвијенијег привредног средишта Истарске жупаније започети су бродоградњом. Са својим бродоградилиштем Уљаник пулска бродограђевна индустрија данас је недалеко позната на светском бродограђевном тржишту.
Производне делатности у Пули су разнолике, од производње цемента, стакла, до прехрамбене и текстилне индустрије. Такође су развијене и услужне делатности у грађевинарству, туризму, трговини и превозничким услугама.

### Туризам
Осим споменика, природна лепота пулске околине и Јадранскога мора учинили су град међународно популарним летном одморишном дестинацијом. Оближњи бисер је национални парк Бријуни којег су за време док је још био летна резиденција југословенског државника Јосипа Броза посетили многе светске вође. Међу обрадивим пољима и дуж обале неколико околних рибарских и пољоделских насеља леже затрпани остаци римских вила и храмова. У водама уз обалу могуће је рибарити, ронити до олупина античких римских галија и ратних бродова из Првог светског рата или се купати на очуваним плажама.
Пула је завршна тачка бициклистичке руте ЕуроВело 9 која иде од Гдањска на Балтичком мору кроз Пољску, Чешку, Аустрију, Словенију и Хрватску. Такође, на обали у околини Пуле могу да се виде отисци диносаура.

## Саобраћај
Пула има међународни аеродром која поново постаје јако саобраћајно средиште. Пре 1990. године пулски је аеродром имао преко 600.000 путника годишње. Оближњи међународни аеродроми су Трст, Ријека, Љубљана и Загреб.
Осим жупанијског железничког превоза којим се у Пулу и обрнуто из великог дела Истре свакодневно вози велик број путника железнички саобраћај је данас у Пули слабо развијен. Разлог томе је чињеница да Пула није непосредно повезана с остатком система Хрватских жељезница, него се у друге делове Хрватске мора путовати преко Словеније. Планирана градња железничког тунела кроз Учку требало би да помогне отклањању тог проблема.
Пула је источним краком Истарског ипсилона спојена на мрежу хрватских ауто-путева, а западним краком истог полуауто-пута непосредно је спојена са словеначком мрежом ауто-путева, тј. са читавим системом ауто-путева ЕУ. Постоје планови за ширење Истарског ипсилона у пуни профил ауто-пута.
Аутобусним линијама Пула је повезана великим бројем месних, домаћих и међународних одредишта које крећу с главног аутобусног колодвора у самоме граду. Јавни градски превоз на 11 градских и 12 приградских линија одржава Пулапромет.
Путнички поморски промет такође повезује град с оближњим острвима, али и с Лошињом, Задром, те Венецијом у Италији.
На почетку 20. века у Пули је возио електрични трамвај. Изграђен је 1904. као дио пулског господарског узлазног развоја током аустроугарске управе. Након Првог светског рата, за италијанске управе, потреба за трамвајским превозом је опала, па је трамвај коначно укинут 1934. године.

## Култура
Као резултат своје богате повести, Пула је град с културном мешавином људи и језика са медитеранског и средњоевропског простора почевши од антике до данашњих дана. Пулска архитектура одражава те историјске слојеве.
1904. и 1905. ирски писац Џејмс Џојс живио је, радио и писао у Пули. За време свог боравка у Пули организовао је штампање својега дела The Holy Office, сатире о Вилијаму Батлеру Јејтсу и Џорџу Раселу. У исто време на Брионским острвима је радио лекар и бактериолог Роберт Кох.
Од шездесетих година 20. века у Пулској Арени се одржава Фестивал играног филма.
У Пули постоје два музеја, Археолошки музеј Истре и Историјски музеј Истре. Остали музејски постави могу се пронаћи у Амфитеатру, Августовом храму и Незакцију. У плану је отварање и четири нова музеја, Музеја модерне и савремене уметности Истре, Музеја штампарије, Поморског музеја, те Музеја Антуна Мотике.
Град Пула има двије библиотеке, Универзитетску библиотеку у саставу Универзитета Јурја Добриле, те Градску библиотеку и читаоницу коју чине Средишња библиотека и њени огранци: Библиотека Веруда, Библиотека Водњан, Библиотека Жмињ и Дечја библиотека.
Најважнија позоришна установа је „Истарско народно казалиште (INK) — Градско казалиште Пула“. Од осталих позоришта постоје „MILK — Мало истарско луткарско казалиште“ и „Казалиште Др. Инат“.
Иако је кроз историју имала бројне биоскопе које су посјећивали бројни грађани, данас делује само један биоскоп — „Kino Valli“, који је након преуређења отворен уочи 55. пулског филмског фестивала у јуну 2008. Уз овај биоскоп постоји и „Кинотека ИНК-а“ и сезонски отворено „Летно кино на Каштелу“.
На подручју града делују четири културно-уметничка друштва која негују традиционалне истарске обичаје, али једнако тако и представљају савремена музичка дела. Културно-уметничка друштва су ОКУД Истра, КУД Матко Брајша Рашан, КУД Уљаник и КУД Лино Маријани.
Аутономна културна производња и организовање цивилног друштва догађају се првенствено у Културном центру Карло Ројц, бившој касарни у којој данас делује преко стотину регистрованих удружења, организација и иницијатива, мноштво састава те креативних појединаца/ки.
Музичка сцена је препуна разних стилова, од познатих група попут Атомског склоништа, КУД Идијота и Ноле па све до андрграунд културе. Од бројних клубова ту су Клуб Уљаник, Aruba club, Monte Serpente, Pietas Iulia, Метамедиа, Monteparadiso, Империал, Зен, Е&Д, Rock Caffe, Cabahia, Podroom, Actors Studio, Пети елемент, The Cube, ММЦ Студент.

## Образовање
У Пули делује 13 основних школа и 12 средњих школа, од којих је једна италијанска основна и средња школа, и једна приватна основна школа и гимназија. Од високошколских институција у Пули постоји Универзитет Јурја Добриле основан 2006. године који је обухватио већ постојеће пулске факултете „Високу техничку школу у Пули — Политехнички студиј“ „Вишу тренерску школу у Пули“ и пулски одсјек пословног одјела „Велеучилишта у Ријеци“.

## Знаменитости
Град је познат по својим сачуваним античким римским грађевинама од којих је најпознатија Амфитеатар Арена из првог века, трећи по величини у свету. Арена је један од најбоље сачуваних амфитеатара антике па се још данас користи током летњих филмских фестивала. Друге две значајне и добро очуване грађевине су тријумфални Славолук Сергијеваца и Августов храм из 1. века кога је саградио римски цар Август.
Остале античке знаменитости:
- Херкулова врата
- Римски театар
- Двојна врата
- Базилика Свете Марије Формозе

Новије знаменитости:
- Млетачка утврда
- Морнаричка црква
- Морнаричко гробље
- Аустро-угарски одбрамбени системи

## Познати Пуљани
- Волф фон Ајхелбург, румунско-немачки књижевник
- Мирослав Бертоша, историчар
- Бошко Обрадовић, песник
- Борис Билетић, књижевник
- Егидије Булешић, кандидат за свеца, часни слуга Божји, хуманитарни дјелатник, морнар, бродски технички цртач
- Алдо Дрозина, фудбалер и тренер по којему је назван градски стадион
- Стипе Дрвиш, бивши светски боксерски првак у полутешкој категорији
- Дарко Дуковски, историчар
- Јадранка Ђокић, глумица
- Серђио Ендриго, један од најславнијих италијанских кантаутора, рођен 1933. године у Пули
- Франц Карл Гинцкеј, аустријски официр, песник и писац
- Алојз Градник, словеначки песник, радио у Пули као судија
- Карл Албрехт фон Хабзбург-Лотринген, аустријски и пољски официр и земљопоседник
- Миклош Хорти, адмирал, последњи заповедник аустроугарске флоте, мађарски регент, живио у Пули између 1901. и 1918.
- Јаков из Пуле, фрањевац, архитекта и градитељ
- Винко Јеловац, кошаркаш и тренер
- Џејмс Џојс, ирски књижевник, предавао енглески у Пули
- Алдо Климан, књижевник и накладник
- Роберт Кох, лекар, деловао на оближњим Бријонским острвима
- Борис Комненић, глумац, рођен 1957. године у Пули
- Крисп, син римског цара Константина Великог, убијен 326. у Пули
- Матко Лагиња, хрватски политичар и књижевник
- Луиђи Миони, фотограф
- Мијо Мирковић (псеудоним Мате Балота), књижевник и научник
- Антун Мотика, сликар, рођен 1902. године у Пули
- Данијел Начиновић, књижевник
- Максимилиан Његован, адмирал, заповедник аустроугарске ратне морнарице и шеф Одсека морнарице Министарства рата 1917—1918.
- Тамара Обровац, певачица и композиторка
- Јохан Палиса, аустријски астроном, водитељ Морнаричке звјездарнице у Пули, открио око 30 астероида
- Мате Парлов, боксер, светски првак и олимпијски победник у полутешкој категорији
- Херман Поточник (псеудоним Херманн Ноордунг), словеначки инжењер за ракетну технологију и пионир астронаутике, рођен 1892. године у Пули
- Стивен Ривић, фудбалер
- Антонио Смареглиа (1854—1929), италијански композитор
- Георг Ритер фон Трап, аустријски поморски официр, према његовом животу снимљен филм Моје песме, моји снови, живио у Пули
- Хеде фон Трап, аустријска уметница
- Алида Вали, глумица, међу осталим одиграла главну женску улогу у филму Трећи човек, рођена у Пули
- Драган Великић, књижевник, одрастао у Пули, која је мјесто радње у већини његових романа
- Антоан Де Виле, француски војни архитекта
- Славко Златић, композитор и музиколог
- Ромина Кнежић, новинарка, телевизијска водитељка и уредница

## Спорт
У Пули делују бројни спортски клубови и организације. Фудбалски клубови на подручју Пуле су НК Истра, НК Истра 1961, НК Пула ИЦИ, НК Вели Врх и НК Штињан. Традицију боћања одржавају клубови Боћарски клуб Олимпија и Боћарски клуб Уљаник. Борилачке вјештине промичу рвачки клуб Истарски борац и боксачки клуб Пула.
Пула као приморски град садржи бројне клубове везане уз водене спортове: ватерполске клубове УПАС Јадроград и Пула, веслачки клуб Истра, једриличарске клубове Уљаник и Вега, те пливачке клубове Пула и Арена.
У граду још дјелују кошаркашки клубови Пула 1981, ЖКК Пула и Стоја, одбојкашки клубови ОТП банка и Вели Врх, атлетски клуб Истра, мушки и женски рукометни клуб Арена, те стонотениски клубови Истра и Арена.

## Оближњи градови и насеља
| - Бале (итал. ) - Бањоле (итал. ) - Барбан (итал. ) - Бриони (итал. ) - Фажана (итал. ) - Галижана (итал. ) - Крница (итал. ) - Лижњан (итал. ) - Лоборика (итал. ) - Марчана (итал. ) | - Медулин (итал. ) - Перој (итал. ) - Помер (итал. ) - Премантура (итал. ) - Шишан (итал. ) - Штињан (итал. ) - Валтура (итал. ) - Водњан (итал. ) - Винкуран (итал. ) |

## Партнерски градови

### Повеље о братимљењу
- Грац, Аустрија (од 1972, сарадња од 1961.)
- Триер, Њемачка (од 1971.)
- Имола, Италија (од 1972.)
- Верона, Италија (од 1982.)
- Крањ, Словенија
- Чабар, Хрватска (од 1974.)
- Вараждин, Хрватска (од 1979.)
- Хекинан, Јапан (2007)
- Villefranche-de-Rouergue, Француска (од 6. маја 2008, сарадња од 2005.)

### Остали облици сарадње
- Сегедин, Мађарска (Писмо намере о сарадњи из 2003.)
- Велес, Северна Македонија (Нацрт споразума о пријатељству и културној сарадњи из 2002.)
- Новоросијск, Русија (Протокол о сарадњи и братимљењу из 1997.)

### Јаке пријатељске везе и стални контакти с осталим градовима
- Беч, Аустрија
- више градова из Штајерске, Аустрија
- Печуј, Мађарска
- Брно, Чешка